# Bertrand Cantat
Bertrand Cantat (* 5. März 1964 in Pau) ist ein französischer Sänger, Mitglied der Rockband Détroit und ehemaliger Frontmann der Gruppe Noir Désir.

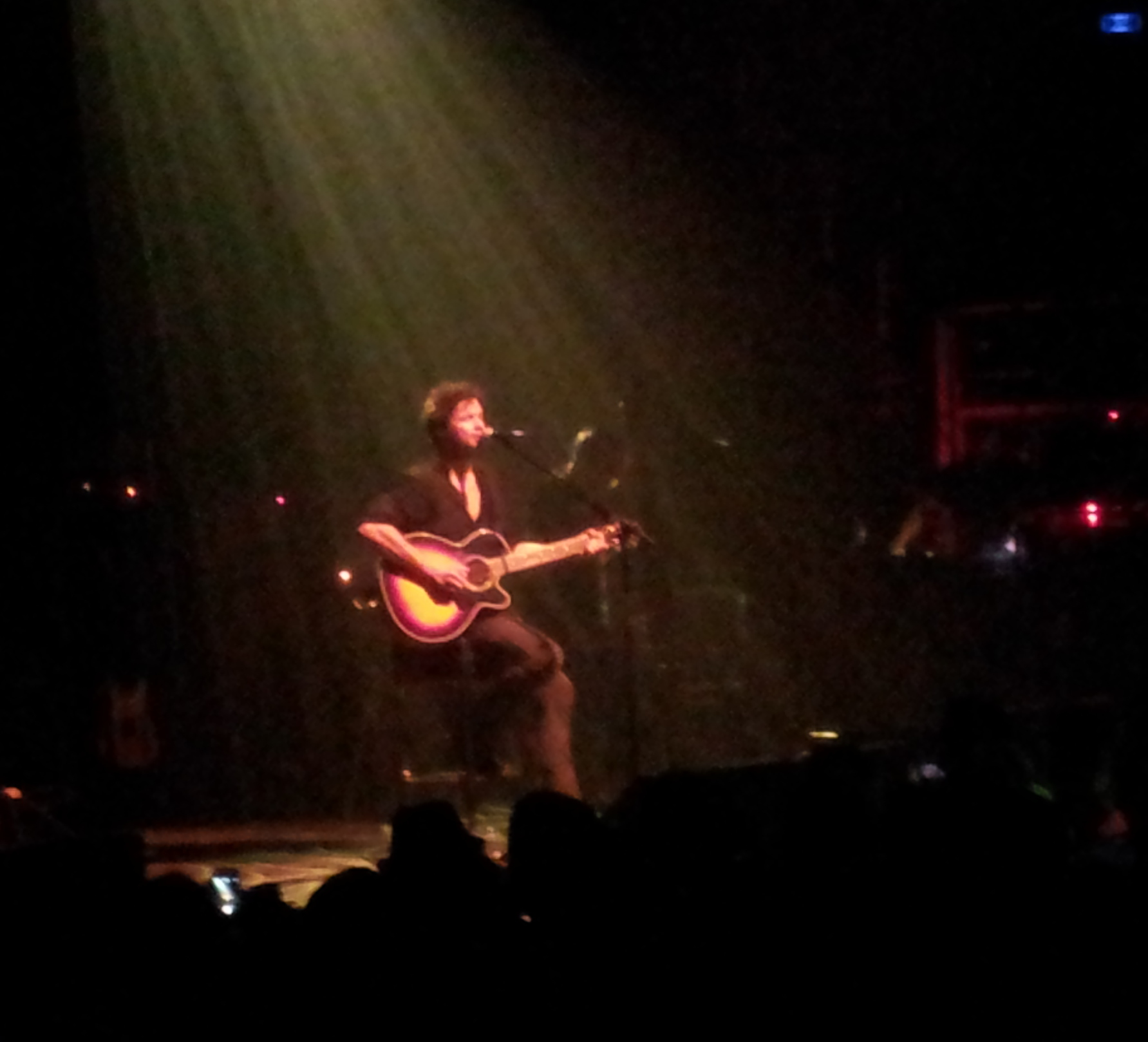
Bertrand Cantat (2014)

Wegen Totschlags an seiner Freundin Marie Trintignant und unterlassener Hilfeleistung wurde er 2004 in Litauen zu acht Jahren Haft verurteilt, von denen er drei  verbüßte.

## Leben und Werk

### Jugend und musikalische Laufbahn bis 2003
Cantat verbrachte seine Kindheit als Sohn eines Berufssoldaten in der Normandie. 1980 kehrte die Familie (Vater Guy, Mutter Danièle, sein älterer Bruder Xavier und seine jüngere Schwester Anne) nach Südfrankreich zurück und ließ sich in Bordeaux nieder. Bertrand durchlebte eine schwierige Pubertät mit depressiven Verstimmungen bis hin zum Suizidversuch.
Im Gymnasium lernte er die künftigen Mitglieder seiner Band kennen: Denis Barthe (Schlagzeug), Serge Teyssot-Gay (Gitarre) und Frédéric Vidalenc (Bassgitarre). Sie gründeten Psychoz, so der erste Name ihrer Band im Punk-Stil der 1980er Jahre. In den Anfangsjahren zeichnete sich die Band musikalisch durch einen zeitgemäßen New-Wave-Sound aus. Was als Hobby neben der Schule begonnen hatte, trat zunehmend in den Lebensmittelpunkt. Die Band tourte durch südfranzösische Bars und Clubs, gewann mehrere Radiowettbewerbe und fiel 1987 dem Musikmanager Théo Hakola auf, der ihr erstes aus sechs Titeln bestehendes Minialbum Où veux-tu qu’je r’garde ? produzierte. Zu diesem Zeitpunkt erfolgte die Umbenennung in Noir Désir.

### Totschlag der Freundin Marie Trintignant
1993 lernte Cantat die ungarische Übersetzerin Krisztina Rády (* 1968) kennen, die er nach der Geburt ihres gemeinsamen Sohnes Milo 1997 heiratete. Krisztina war mit dem zweiten Kind schwanger, als Cantat im Juli 2002 nach einem Konzert die Schauspielerin Marie Trintignant vorgestellt wurde. Kurz nach der Geburt des Kindes (Tochter Alice) im September zog Cantat zu Trintignant nach Paris, die ihrerseits ihren Ehemann, den Filmemacher und Schriftsteller Samuel Benchetrit, bat, aus ihrem Haus auszuziehen.
Während eines Aufenthalts in Vilnius, wo sich Trintignant in Begleitung von Cantat zu Dreharbeiten aufhielt, kam es in der Nacht des 26. Juli 2003 aufgrund einer SMS, die Trintignant von Benchetrit, ihrem Ehemann, erhalten hatte, zu einer Eifersuchtsszene. Cantat schlug Trintignant so heftig, dass sie ins Koma fiel. Erst am Morgen riefen er und ihr Bruder, den er inzwischen informiert hatte, medizinische Hilfe. Trotz zweier Operationen verbesserte sich Marie Trintignants Zustand nicht. Cantat versuchte, sich mit Tabletten das Leben zu nehmen, wurde aber von der Polizei gefunden und gerettet. Trintignant starb kurz nach der Überführung in die Hartmann-Klinik in Neuilly bei Paris am 1. August.
Gegen Cantat wurde Anklage wegen Totschlags und unterlassener Hilfeleistung erhoben. Die Tat sowie der im März 2004 in Vilnius abgehaltene Prozess (eine Auslieferung an Frankreich lehnte die litauische Justiz ab) sorgten für große mediale Aufmerksamkeit in Frankreich.

### Verurteilung, Haft und Entlassung
Am 29. März 2004 wurde Cantat wegen Totschlags und unterlassener Hilfeleistung zu acht Jahren Haft verurteilt. Er saß im Lukiškės-Gefängnis in Litauen ein. Im September 2004 wurde dem Auslieferungsgesuch seines Anwaltes Olivier Metzner stattgegeben, und er wurde in ein Gefängnis in der französischen Gemeinde Muret verlegt.
Zwei Jahre nach dem Verbrechen schloss Cantats Band Noir Désir die Arbeit an der ursprünglich für 2003 geplanten CD Noir Désir en public ab, einem Live-Zusammenschnitt ihrer letzten Tournee 2002. Die CD erschien im September 2005 zugleich mit einer Doppel-DVD, Noir Désir en images. Cantat konnte aufgrund einer Ausnahmegenehmigung an den Veröffentlichungen mitwirken. Für Serge Teyssot-Gay war die Geschichte von Noir Désir damit noch nicht zu Ende: „Uns hat es 25 Jahre gegeben. Wir werden wieder zusammenkommen – mit Bertrand. Und ohne Mauern.“
Am 16. Oktober 2007 wurde Cantat wegen guter Führung und guter Aussichten „auf gesellschaftliche und berufliche Wiedereingliederung“ aus dem Gefängnis entlassen. Die Haftverkürzung von 8 auf 3 Jahre wurde von Feministinnenverbänden sowie Trintignants Familie und weiten Teilen der französischen Öffentlichkeit kritisiert. Die Entlassung erfolgte dabei unter Auflagen. Öffentliche Äußerungen oder Interviews zur Straftat wurden Cantat bis zum Jahr 2010 untersagt. Zudem musste er die in der Haft begonnene Psychotherapie fortsetzen.
2013 äußerte sich Cantat in der Musikzeitschrift Les Inrockuptibles zum Totschlag an Trintignant und dem Suizid seiner ersten Ehefrau, er bereue die Tat, wolle aber nicht als „das Symbol der Gewalt gegen Frauen“ gelten.
Auf Grund von Recherchen der Journalistin Anne-Sophie Jahn, die 2017 im Nachrichtenmagazin Le Point veröffentlicht wurden, kamen neue Zweifel an der bisherigen Bewertung der Todesumstände von Marie Trintignant auf. Jahn konnte wichtige Zeugenaussagen entkräften, die Cantat als unbescholtenen Bürger und Ehemann dargestellt hatten. Cantats frühere Ehefrau, Kristina Rady, habe im Prozess gegen Cantat nur aus Angst um die gemeinsamen Kinder ausgesagt, dass dieser ihr gegenüber nie handgreiflich  geworden sei. Sechs Jahre nach ihrer Falschaussage starb Rady durch Suizid. Nach Jahns Recherchen handelte es sich bei Cantat um einen narzisstischen, manipulativen und gewalttätigen Mann, der von einem System geschützt wurde, das Künstler seines Ranges glorifizierte. Cantats Klage wegen übler Nachrede gegen Le Point wurde vom zuständigen Gericht abgewiesen.
Im Jahr 2025 veröffentlichte Netflix eine dreiteilige Dokumentation Vom Rockstar zum Killer: Der Fall Bertrand Cantat über den Prozess und die Recherchen von Anne-Sophie Jahn.

### Musikalische Laufbahn nach 2008
Ein erstes künstlerisches „Lebenszeichen“ der Gruppe nach der Entlassung Cantats war im November 2008 die Veröffentlichung von zwei neuen Stücken (Gagnants-perdants und Le temps des cerises) auf der Internetseite von Noir Désir. Im November 2010 kündigte Serge Teyssot-Gay wegen persönlicher und musikalischer Differenzen mit Cantat seinen Ausstieg an, danach gaben die übrigen Bandmitglieder die Auflösung der Gruppe bekannt.
Im Oktober 2010 gab Cantat auf einem Festival in Bègles mit der Band Eiffel sein Bühnencomeback. Bereits 2009 hatte er mit Eiffel den Titel À tout moment la rue aufgenommen, der als Single sowie auf Eiffels viertem Studioalbum À tout moment erschien. 2011 nahm Cantat mit der Crossover-Band Shaka Ponk für deren Album The Geeks & the Jerkin’ Socks den Titel Palabra mi amor auf. Dieser wurde im November 2013 zusammen mit zwei weiteren 2013 bei einem Konzert in Bercy gemeinsam gespielten Titeln auch auf Shaka Ponks Live-DVD Geeks on Stage veröffentlicht.
Zusammen mit Pascal Humbert, zuvor Bassist von 16 Horsepower und Passion Fodder, gründete Cantat das Projekt Détroit. Ende September 2013 veröffentlichten sie die Single Droit dans le soleil, die sich auf Anhieb in den Top Ten der französischen Charts platzieren konnte. Das Lied war ein Vorgriff auf das gemeinsame Album Horizons, das am 18. November 2013 erschien.

## Filme
- Vom Rockstar zum Killer: Der Fall Bertrand Cantat (2025) Netflix, Miniserie mit 3 Folgen